# Arhiepiskopija cetinjska
Arhiepiskopija cetinjska (u literaturi nazvana i Mitropolijska, Arhiepiskopska, Crnogorsku eparhija) sa sjedištem na Cetinju, bila je jedna od ukupni tri eparhije autokefalne Crnogorske pravoslavne Crkve od konca 1876. do 1918., odnosno, do kraja postojanja nezavisne crnogorske kraljevine. Od 1918. nalazi se u sastavu tada oformljene Srpske pravoslavne crkve.
Na čelu Arhiepiskopije cetinjske se nalazio cetinjski arhiepiskop, koji je bio ujedno poglavar Crnogorske pravoslavne Crkve. 
Na čelu Arhiepiskopije cetinjske 1876. – 1918. su bili:
- 1876. – 1882. mitropolit Ilarion Roganović;
- 1882. – 1884. mitropolit Visarion Ljubiša;
- 1884. – 1918. mitropolit Mitrofan Ban.

Arhiepiskopija Cetinjska je obuhvaćala zemljopisni teritorij na desnoj strani rijeke Zete, uključujući i Podgoricu. 